# 1863 no Brasil
Esta é uma cronologia dos principais fatos ocorridos no no ano de 1863 no Brasil

## Incumbente
- Monarca
  - Imperador Dom Pedro II

## Eventos

### Julho
- Ruptura diplomático entre o Império do Brasil. e o Reino Unido[1]